# آلایانس، آلبرتا
الیانس، البرتا (به انگلیسی: Alliance, Alberta) یک منطقهٔ مسکونی در کانادا است که در آلبرتا واقع شده‌است.

## خصوصیات
الیانس ۰٫۶۴ کیلومترمربع مساحت و ۱۷۴ نفر جمعیت دارد و ۷۱۵ متر بالاتر از سطح دریا واقع شده‌است.